# District de Santō
Le district de Santō (三島郡, Santō-gun) est un district de la préfecture de Niigata au Japon.
Au 1er mai 2014, sa population était de 4 578 habitants pour une superficie de 44,38 km2.

## Commune du district
- Izumozaki